# Mahala Raï Banda

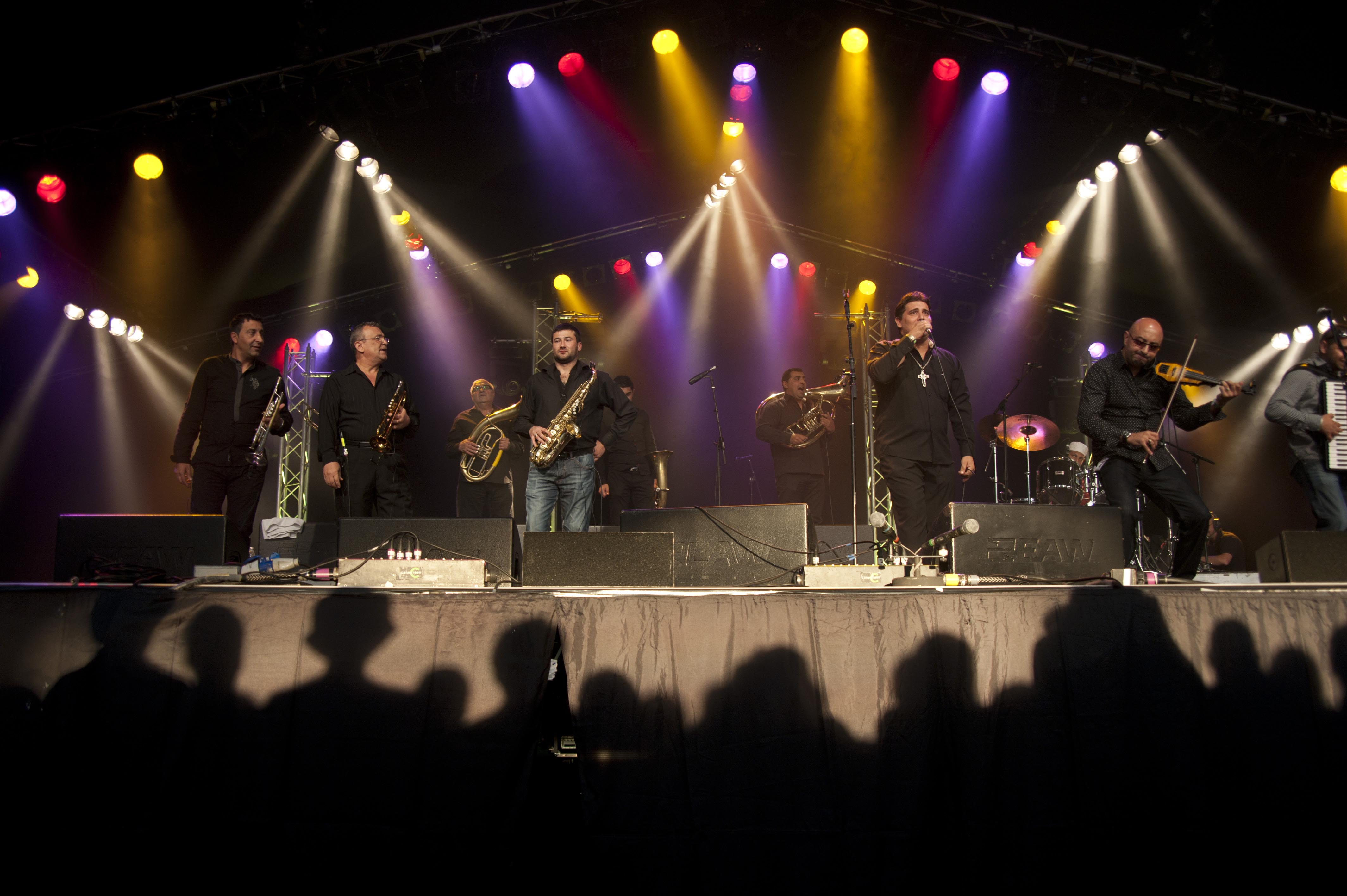
Cambridge Festivals 2001-2014

Mahala Raï Banda is een Roemeense band uit Boekarest.
De band bestaat uit twee generaties, enerzijds voormalige muzikanten uit het leger en anderzijds jonge muzikanten uit Clejani, bij Boekarest, (onder andere 2 zonen van Nicolae Neacșu de voorman van Taraf de Haidouks) die de traditionele zigeunermuziek, Lăutari, mengen met balkan beats.
Mahala Raï Banda breekt in 2007 door als het nummer Mahalageasca in een remix van DJ Shantel gebruikt wordt in de film Borat: Cultural Learnings of America for Make Benefit Glorious Nation of Kazakhstan. Dit nummer wordt hierna ook op single uitgebracht en komt in januari 2008 in de Nederlandse hitlijsten. Op het album Mahala Raï Banda zijn meer traditionelere nummers te horen. In 2009 kwam hun tweede album Ghetto Blasters uit.

## Discografie

### Albums
| Album met eventuele hitnotering(en) in de Nederlandse Album Top 100 | Datum van verschijnen | Datum van binnenkomst | Hoogste positie | Aantal weken | Opmerkingen |
| ------------------------------------------------------------------- | --------------------- | --------------------- | --------------- | ------------ | ----------- |
| Mahala Raï Banda                                                    | 25-10-2004            | -                     |                 |              |             |
| Ghetto Blasters                                                     | 2009                  |                       |                 |              |             |

### Singles
| Single met eventuele hitnotering(en) in de Nederlandse Top 40 | Datum van verschijnen | Datum van binnenkomst | Hoogste positie | Aantal weken | Opmerkingen |
| ------------------------------------------------------------- | --------------------- | --------------------- | --------------- | ------------ | ----------- |
| Mahalageasca                                                  | 18-12-2007            | 02-02-2008            | 29              | 3            | met Shantel |